# 리사 버크만
리사 버크만(Lisa Berkman)은 미국의 사회학자, 역학자이다.

## 생애
1972년 노스웨스턴 대학교에서 사회학을 전공하여 졸업하였다. 1977년 역학 박사 학위를 취득하였다. UC 샌프란시스코의 강사와 예일 대학교 의과대학의 교수를 거쳐 1995년부터 하버드 대학교 T. H. 챈 보건대학원의 교수로 재직중이다.

## 연구 분야
버크만은 사회역학 연구자로서 사회적 관계와 건강이 어떠한 연관이 있는지 연구한다. 특히 레너드 사임(S. Leonard Syme)과 함께 사회 연결망을 정량적으로 측정할 수 있는 버크만-사임 사회적 관계망 지표(Berkman-Syme Network Index)를 개발하였다.
또한 노화에 따른 사회적, 경제적 요건의 변화와 건강의 관계에 대해서도 연구를 진행하고 있다.

## 주요 저서
- Berkman LF, Breslow L. Health and Ways of Living: The Alameda County Study. Oxford University Press, 1983. ISBN 978-0-19-503216-1
- Kawachi I, Berkman LF. Neighborhoods and Health (1st ed.). Oxford University Press, 2003. ISBN 978-0-19-513838-2.
- Berkman LF, Kawachi I, Glymour M. 사회 역학 (신영전 외 역). 한울아카데미. 2017. ISBN 978-89-460-4252-0. (원제: Social Epidemiology (2nd ed.). New York: Oxford University Press, 2014. ISBN 978-0-19-939533-0.)

## 같이 보기
- 사회 역학
- 사회 연결망